# Associazione Calcio ChievoVerona 2008-2009
Questa pagina raccoglie i dati riguardanti l'Associazione Calcio ChievoVerona nelle competizioni ufficiali della stagione 2008-2009.

## Stagione

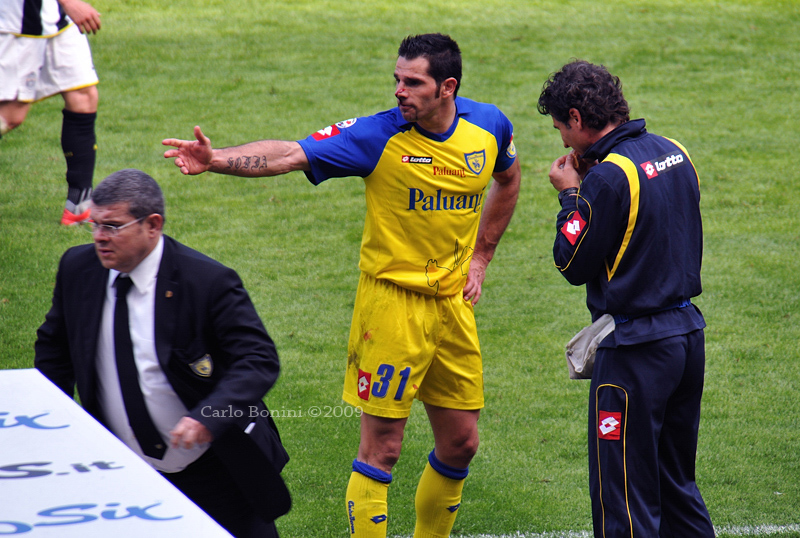
Il capitano Sergio Pellissier (al centro), migliore marcatore clivense della stagione, discute con la panchina durante la trasferta di Torino contro la, in cui realizzò una tripletta decisiva nel 3-3 finale.

Il Chievo bagna il ritorno in massima serie con una vittoria sulla Reggina, maturata nel secondo tempo. Agli inizi di novembre, dopo una sconfitta per 3-0 a Palermo e soli 6 punti ottenuti in dieci partite, Iachini viene sostituito da Di Carlo. L'avvicendamento in panchina segna una svolta per i gialloblu, che dopo aver ottenuto una sola vittoria in sette partite (1-0 in trasferta contro l'Udinese), risalgono la classifica: nell'ultimo turno di andata viene sconfitto il Napoli per 2-1 mai incontrato prima d'ora in Campionato.
Il girone di ritorno si apre con un'altra vittoria in trasferta sulla Reggina dopodiché ottiene 4 pareggi di fila che la rimettono in corsa per la salvezza. Nelle seguenti dodici partite la squadra ottiene 16 punti e perde solo tre volte (contro la Fiorentina, il Milan e l'Udinese), salendo a +5 sulla zona retrocessione. La salvezza è raggiunta con una giornata di anticipo, per effetto dello 0-0 contro il Bologna.

## Divise e sponsor
Lo sponsor tecnico per la stagione 2008-2009 è Lotto, mentre lo sponsor ufficiale è Banca Popolare di Verona del gruppo Banco Popolare. Lo sponsor è al centro della maglia, mentre lo sponsor tecnico e il logo della squadra si trovano al di sopra, rispettivamente sulla destra e sulla sinistra.
La divisa casalinga presenta una maglia di colore giallo con il cavaliere, stemma della società, posto in basso a sinistra mentre il girocollo, le spalle e le maniche sono di colore blu. I calzoncini sono gialli e riportano lo sponsor tecnico e il logo della squadra sulla gamba sinistra. I calzettoni sono gialli con una banda blu sulla sommità. I numeri e i nomi sul dorso della maglia sono blu; il numero sui pantaloncini, sempre blu, è sulla gamba destra.
La divisa da trasferta presenta una maglia celeste con sullo sfondo uno stemma, mentre la maniche sono bianche. I pantaloncini sono bianchi con due bande verticali laterali di colore celeste. I calzettoni sono bianchi con una banda orizzontale celeste sulla sommità. Il numero e il nome sulla maglia sono di colore blu così come il numero sui calzoncini.
La terza divisa presenta maglia, pantaloncini e calzettoni con colore principale nero. La maglia presenta maniche di colore bianco. I calzoncini sono completamente neri così come i calzettoni. Il numero sul dorso e sui calzoncini, e il nome, sono di colore bianco.
| Casa | Trasferta | Terza divisa |

## Organigramma societario
Area direttiva
- Presidente: Luca Campedelli
- Vice Presidente: Fabio Ottolini

Area organizzativa
- Segretario generale: Michele Sebastiani
- Segretario onorario: Giancarlo Fiumi
- Team manager: Marco Pacione

Area comunicazione e marketing
- Responsabile marketing e pubbliche relazioni: Enzo Zanin
- Ufficio Stampa: Vera Tomelleri, Federica Menegazzi

Area tecnica
- Direttore sportivo: Giovanni Sartori
- Allenatore: Giuseppe Iachini, da novembre Domenico Di Carlo
- Allenatore in seconda: Giuseppe Carillo, da novembre Roberto Murgita
- Preparatori atletici: Ugo Maranza, Ivano Tito sostituito a novembre da Gianni Brignardello
- Preparatore dei portieri: Marco Savorani, da novembre Claudio Filippi

Area sanitaria
- Responsabile sanitario: Francesco De Vita
- Medico sociale: Giuliano Corradini
- Consulente ortopedico: Giovanni Musatti
- Massaggiatore: Alfonso Casano
- Fisioterapista: Antonio Agostini

## Rosa
Aggiornato al 2 febbraio 2009.
| N. |                      | Ruolo | Calciatore         |
| -- | -------------------- | ----- | ------------------ |
| 1  | Italia (bandiera)    | P     | Gabriele Aldegani  |
| 2  | Argentina (bandiera) | D     | Santiago Morero    |
| 3  | Italia (bandiera)    | D     | Francesco Scardina |
| 4  | Italia (bandiera)    | D     | Andrea Mantovani   |
| 5  | Italia (bandiera)    | D     | Davide Mandelli    |
| 6  | Italia (bandiera)    | D     | Marco Malagò       |
| 7  | Italia (bandiera)    | C     | Michele Marcolini  |
| 8  | Italia (bandiera)    | A     | Mirco Gasparetto   |
| 8  | Italia (bandiera)    | C     | Andrea Burato      |
| 9  | Italia (bandiera)    | C     | Simone Bentivoglio |
| 10 | Brasile (bandiera)   | C     | Luciano            |
| 11 | Italia (bandiera)    | A     | Antimo Iunco       |
| 13 | Italia (bandiera)    | C     | Emanuele D'Anna    |
| 15 | Italia (bandiera)    | C     | Giuseppe Colucci   |
| 16 | Italia (bandiera)    | C     | Luca Rigoni        |
| 17 | Brasile (bandiera)   | A     | Diego Farias       |
| 18 | Italia (bandiera)    | P     | Lorenzo Squizzi    |
| 20 | Brasile (bandiera)   | A     | Kerlon             |

| N. |                     | Ruolo | Calciatore                   |
| -- | ------------------- | ----- | ---------------------------- |
| 21 | Francia (bandiera)  | D     | Nicolas Frey                 |
| 22 | Italia (bandiera)   | D     | Cesare Rickler               |
| 23 | Albania (bandiera)  | A     | Erjon Bogdani                |
| 25 | Romania (bandiera)  | C     | Bogdan Pătrașcu              |
| 26 | Nigeria (bandiera)  | A     | Stephen Ayodele Makinwa      |
| 27 | Italia (bandiera)   | D     | Fabio Moro                   |
| 28 | Italia (bandiera)   | P     | Stefano Sorrentino           |
| 31 | Italia (bandiera)   | A     | Sergio Pellissier (capitano) |
| 33 | Colombia (bandiera) | D     | Mario Yepes                  |
| 34 | Brasile (bandiera)  | D     | César                        |
| 64 | Italia (bandiera)   | A     | Valerio Anastasi             |
| 66 | Italia (bandiera)   | C     | Giampiero Pinzi              |
| 77 | Italia (bandiera)   | C     | Vincenzo Italiano            |
| 79 | Italia (bandiera)   | A     | Mauro Esposito               |
| 83 | Italia (bandiera)   | D     | Gennaro Sardo                |
| 86 | Italia (bandiera)   | A     | Carlo Emanuele Ferrario      |
| 88 | Svizzera (bandiera) | C     | Simone Grippo                |
| 97 | Italia (bandiera)   | A     | Antonio Langella             |

## Calciomercato

### Sessione estiva(dal 1/7 al 1/9)
| Acquisti | Acquisti                | Acquisti    | Acquisti                       |
| R.       | Nome                    | da          | Modalità                       |
| -------- | ----------------------- | ----------- | ------------------------------ |
| P        | Renato Piovezan         | Prato       | riscatto comp. (0,1 milioni €) |
| P        | Stefano Sorrentino      | AEK Atene   | prestito (0,2 milioni €)       |
| D        | Angelo Antonazzo        | Modena      | definitivo                     |
| D        | Riccardo Bolzan         | Lucchese    | fine prestito                  |
| D        | Mahamet Diagouraga      | Massese     | fine prestito                  |
| D        | Nicolas Frey            | Modena      | comproprietà (0,5 milioni €)   |
| D        | Giovanni Marchese       | Bari        | fine prestito                  |
| D        | Andrea Mengoni          | Avellino    | riscatto comp.                 |
| D        | Philippe Montandon      | San Gallo   | fine prestito                  |
| D        | Leonardo Moracci        | Sansovino   | fine prestito                  |
| D        | Santiago Morero         | Udinese     | prestito                       |
| D        | Francesco Scardina      | Vicenza     | definitivo (0,3 milioni €)     |
| C        | Thomas Cortese          | Lecco       | definitivo                     |
| C        | Patrick D'Aguanno       | Trapani     | definitivo                     |
| C        | Emanuele D'Anna         | Pisa        | definitivo (0 milioni €)       |
| C        | Andrea De Falco         | Taranto     | riscatto comp.                 |
| C        | Federico Giunti         | Treviso     | fine prestito                  |
| C        | Simone Grippo           | Bellinzona  | definitivo                     |
| C        | Marco Parolo            | Foligno     | riscatto comp.                 |
| C        | Giampiero Pinzi         | Udinese     | prestito                       |
| C        | Bogdan Pătrașcu         | Piacenza    | prestito                       |
| A        | Valerio Anastasi        | Montichiari | definitivo (0,5 milioni €)     |
| A        | Erjon Bogdani           | Livorno     | fine prestito                  |
| A        | Marcos Ariel De Paula   | Foggia      | fine prestito                  |
| A        | Mauro Esposito          | Roma        | prestito                       |
| A        | Carlo Emanuele Ferrario | Prato       | fine prestito                  |
| A        | Domenico Girardi        | Foligno     | fine prestito                  |
| A        | Pablo Granoche          | Triestina   | comproprietà (1,3 milioni €)   |
| A        | Kerlon                  | Cruzeiro    | definitivo (1,3 milioni €)     |
| A        | Antonio Langella        | Udinese     | prestito                       |
| A        | Marco Petresini         | Pavia       | riscatto comp. (0,1 milioni €) |

| Cessioni | Cessioni                           | Cessioni      | Cessioni                      |
| R.       | Nome                               | a             | Modalità                      |
| -------- | ---------------------------------- | ------------- | ----------------------------- |
| P        | Mattia Passarini                   |               | svincolato                    |
| P        | Renato Piovezan                    | Mezzocorona   | prestito                      |
| D        | Angelo Antonazzo                   | Frosinone     | comproprietà                  |
| D        | Riccardo Bolzan                    | Monza         | prestito                      |
| D        | Tommaso Chiecchi                   | Lumezzane     | prestito                      |
| D        | Mahamet Diagouraga                 | Modena        | prestito                      |
| D        | Rubén Maldonado                    | Napoli        | fine prestito                 |
| D        | Giovanni Marchese                  | Salernitana   | prestito                      |
| D        | Andrea Mengoni                     | Piacenza      | prestito                      |
| D        | Daniele Molino                     | Cesena        | prestito                      |
| D        | Philippe Montandon                 | Lugano        | prestito                      |
| D        | Leonardo Moracci                   | Verona        | comproprietà                  |
| D        | Cesare Gianfranco Rickler Del Mare | Piacenza      | prestito                      |
| C        | Maurizio Ciaramitaro               | Palermo       | fine prestito                 |
| C        | Thomas Cortese                     | Pistoiese     | comproprietà (0,05 milioni €) |
| C        | Patrick D'Aguanno                  | Potenza       | comproprietà                  |
| C        | Andrea De Falco                    | Ancona        | prestito                      |
| C        | Federico Giunti                    |               | svincolato                    |
| C        | Marco Parolo                       | Verona        | comproprietà                  |
| C        | Aleandro Rosi                      | Roma          | fine prestito                 |
| C        | Michele Troiano                    | Modena        | risoluzione compr.            |
| A        | Matteo Alberti                     | QPR           | definitivo (0,6 milioni €)    |
| A        | Marino Defendi                     | Atalanta      | fine prestito                 |
| A        | Federico Cossato                   |               | svincolato                    |
| A        | Marcos Ariel De Paula              | Foligno       | prestito                      |
| A        | Carlo Emanuele Ferrario            | Prato         | comproprietà                  |
| A        | Mirco Gasparetto                   | Pisa          | prestito                      |
| A        | Domenico Girardi                   | Verona        | prestito                      |
| A        | Pablo Granoche                     | Triestina     | prestito                      |
| A        | Giuseppe Greco                     | Genoa         | fine prestito                 |
| A        | Victor Nsofor Obinna               | Inter         | definitivo (0 milioni €)      |
| A        | Marco Petresini                    | Sambonifacese | prestito                      |

### Sessione invernale(dal 7/1 al 2/2)
| Acquisti | Acquisti                   | Acquisti    | Acquisti                   |
| R.       | Nome                       | da          | Modalità                   |
| -------- | -------------------------- | ----------- | -------------------------- |
| D        | Daniele Molino             | Cesena      | fine prestito              |
| D        | Gennaro Sardo              | Catania     | prestito                   |
| C        | Giuseppe Colucci           | Catania     | definitivo (0,1 milioni €) |
| A        | Stephen Ayodele Makinwa    | Lazio       | prestito                   |
| A        | Rodrigo Aparecido da Silva | Mezzocorona | definitivo                 |

| Cessioni | Cessioni                   | Cessioni        | Cessioni      |
| R.       | Nome                       | a               | Modalità      |
| -------- | -------------------------- | --------------- | ------------- |
| D        | César                      | Padova          | prestito      |
| D        | Daniele Molino             | Alghero         | prestito      |
| C        | Emanuele D'Anna            | Pisa            | prestito      |
| C        | Bogdan Pătrașcu            | Piacenza        | fine prestito |
| C        | Simone Grippo              | Piacenza        | prestito      |
| A        | Antimo Iunco               | Salernitana     | prestito      |
| A        | Rodrigo Aparecido da Silva | Itala San Marco | prestito      |

## Risultati

### Serie A

#### Girone di andata
| Arbitro: | Celi (Campobasso) |

|                                   |           |                    |
| Marcolini 76’ (rig.) Italiano 86’ | Marcatori | 72’ (rig.) Corradi |

| Arbitro: | Mazzoleni (Bergamo) |

|                          |           |  |
| Caserta 47’ Castillo 83’ | Marcatori |  |

| Arbitro: | Ayroldi (Molfetta) |

|                     |           |              |
| D. Franceschini 49’ | Marcatori | 51’ Langella |

| Arbitro: | Girardi (San Donà di Piave) |

|               |           |                       |
| Marcolini 50’ | Marcatori | 40’ (rig.) R. Bianchi |

| Arbitro: | C. Russo (Nola) |

|              |           |  |
| Paolucci 16’ | Marcatori |  |

| Arbitro: | Banti (Livorno) |

|  |           |                              |
|  | Marcatori | 32’ Kuzmanovic 74’ Gilardino |

| Arbitro: | Valeri (Roma) |

|                 |           |                    |
| Mantovani 45+4’ | Marcatori | 62’ Ferreira Pinto |

| Arbitro: | Brighi (Cesena) |

|                          |           |  |
| Acquafresca 30’ Fini 54’ | Marcatori |  |

| Arbitro: | Bergonzi (Genova) |

|                |           |                                 |
| Pellissier 11’ | Marcatori | 15’ Pandev 82’ (aut.) Mantovani |

| Arbitro: | Mazzoleni (Bergamo) |

|                                          |           |  |
| Miccoli 23’ (rig.) Kjær 37’ Cavani 45+1’ | Marcatori |  |

| Arbitro: | Banti (Livorno) |

|  |           |                            |
|  | Marcatori | 40’ Del Piero 53’ Iaquinta |

| Arbitro: | De Marco (Chiavari) |

|                 |           |  |
| Kaká 15’ (rig.) | Marcatori |  |

| Arbitro: | Ayroldi (Molfetta) |

|  |           |                                          |
|  | Marcatori | 83’ (rig.) Galloppa 88’ (rig.) Maccarone |

| Arbitro: | Trefoloni (Siena) |

|  |           |                   |
|  | Marcatori | 87’ (aut.) Felipe |

| Arbitro: | Morganti (Ascoli Piceno) |

|  |           |           |
|  | Marcatori | 69’ Ménez |

| Arbitro: | Bergonzi (Genova) |

|                                               |           |                                |
| Maxwell 3’ Stankovic 47’ Ibrahimović 79’, 88’ | Marcatori | 51’ Pellissier 65’ Bentivoglio |

| Arbitro: | Celi (Campobasso) |

|  |           |                |
|  | Marcatori | 89’ R. Olivera |

| Arbitro: | Trefoloni (Siena) |

|                    |           |                |
| Di Vaio 45’ (rig.) | Marcatori | 43’ Pellissier |

| Arbitro: | Farina (Novi Ligure) |

|                                  |           |             |
| Marcolini 32’ (rig.), 74’ (rig.) | Marcatori | 53’ Lavezzi |

#### Girone di ritorno
| Arbitro: | Damato (Barletta) |

|  |           |                |
|  | Marcatori | 90+3’ Italiano |

| Arbitro: | Bergonzi (Genova) |

|               |           |           |
| Mantovani 88’ | Marcatori | 56’ Vives |

| Arbitro: | Gava (Conegliano) |

|               |           |             |
| L. Rigoni 72’ | Marcatori | 70’ Pazzini |

| Arbitro: | Trefoloni (Siena) |

|             |           |              |
| Ventola 64’ | Marcatori | 83’ Italiano |

| Arbitro: | Bergonzi (Genova) |

|             |           |                    |
| Colucci 92’ | Marcatori | 12’ (rig.) Ledesma |

| Arbitro: | brighi (Cesena) |

|                        |           |            |
| Gilardino 73’ Mutu 94’ | Marcatori | 13’ Morero |

| Arbitro: | Dondarini (Finale Emilia) |

|  |           |                                    |
|  | Marcatori | 78’ Langella 89’ (rig.) Pellissier |

| Arbitro: | Pierpaoli (Firenze) |

|             |           |          |
| Makinwa 56’ | Marcatori | 28’ Jeda |

| Arbitro: | Girardi (San Donà di Piave) |

|  |           |                                 |
|  | Marcatori | 27’ Bogdani 28’, 84’ Pellissier |

| Arbitro: | Damato (Barletta) |

|             |           |  |
| Luciano 46’ | Marcatori |  |

| Arbitro: | Mazzoleni (Bergamo) |

|                                                 |           |                          |
| Chiellini 34’ Mantovani 53’ (aut.) Iaquinta 79’ | Marcatori | 25’, 44’, 91’ Pellissier |

| Arbitro: | Saccani (Mantova) |

|  |           |             |
|  | Marcatori | 53’ Seedorf |

| Arbitro: | Rosetti (Torino) |

|  |           |                     |
|  | Marcatori | 22’, 48’ Pellissier |

| Arbitro: | Celi (Campobasso) |

|                |           |                            |
| Pellissier 71’ | Marcatori | 35’, 93’ (rig.) D'Agostino |

| Roma 3 maggio 2009, ore 15:00 UTC+1 34ª giornata | Roma              | 0 – 0 referto | Chievo | Stadio Olimpico\| Arbitro: \| Damato (Barletta) \| |
| Arbitro:                                         | Damato (Barletta) |               |        |                                                    |

| Arbitro: | De Marco (Chiavari) |

|                           |           |                         |
| Marcolini 27’ Luciano 73’ | Marcatori | 3’ Crespo 65’ Balotelli |

| Arbitro: | Tagliavento (Terni) |

|                                  |           |                          |
| Milito 58’ (rig.) R. Olivera 71’ | Marcatori | 35’ Pinzi 85’ Pellissier |

| Verona 24 maggio 2009, ore 15:00 UTC+1 37ª giornata | Chievo               | 0 – 0 referto | Bologna | Stadio Marcantonio Bentegodi\| Arbitro: \| Farina (Novi Ligure) \| |
| Arbitro:                                            | Farina (Novi Ligure) |               |         |                                                                    |

| Arbitro: | Candussio (Cervignano del Friuli) |

|                                     |           |  |
| Montervino 4’ Bogliacino 7’ Piá 18’ | Marcatori |  |

### Coppa Italia

#### Turni preliminari
| Arbitro: | Orsato (Schio) |

|                |           |                     |
| Pellissier 57’ | Marcatori | 16’, 76’ Varricchio |

## Statistiche

### Statistiche di squadra
| Competizione | Punti | In casa | In casa | In casa | In casa | In casa | In casa | In trasferta | In trasferta | In trasferta | In trasferta | In trasferta | In trasferta | Totale | Totale | Totale | Totale | Totale | Totale | DR  |
| Competizione | Punti | G       | V       | N       | P       | Gf      | Gs      | G            | V            | N            | P            | Gf           | Gs           | G      | V      | N      | P      | Gf     | Gs     | DR  |
| ------------ | ----- | ------- | ------- | ------- | ------- | ------- | ------- | ------------ | ------------ | ------------ | ------------ | ------------ | ------------ | ------ | ------ | ------ | ------ | ------ | ------ | --- |
| Serie A      | 38    | 19      | 3       | 8       | 8       | 15      | 23      | 19           | 5            | 6            | 8            | 20           | 26           | 38     | 8      | 14     | 16     | 35     | 49     | -14 |
| Coppa Italia |       | 1       | 0       | 0       | 1       | 1       | 2       | -            | -            | -            | -            | -            | -            | 1      | 0      | 0      | 1      | 1      | 2      | -1  |
| Totale       |       | 20      | 3       | 8       | 9       | 16      | 25      | 19           | 5            | 6            | 8            | 20           | 26           | 39     | 8      | 14     | 17     | 36     | 51     | -15 |

### Andamento in campionato
| Giornata  | 1 | 2  | 3  | 4  | 5  | 6  | 7  | 8  | 9  | 10 | 11 | 12 | 13 | 14 | 15 | 16 | 17 | 18 | 19 | 20 | 21 | 22 | 23 | 24 | 25 | 26 | 27 | 28 | 29 | 30 | 31 | 32 | 33 | 34 | 35 | 36 | 37 | 38 |
| --------- | - | -- | -- | -- | -- | -- | -- | -- | -- | -- | -- | -- | -- | -- | -- | -- | -- | -- | -- | -- | -- | -- | -- | -- | -- | -- | -- | -- | -- | -- | -- | -- | -- | -- | -- | -- | -- | -- |
| Luogo     | C | T  | T  | C  | T  | C  | C  | T  | C  | T  | C  | T  | C  | T  | C  | T  | C  | T  | C  | T  | C  | C  | T  | C  | T  | T  | C  | T  | C  | T  | C  | T  | C  | T  | C  | T  | C  | T  |
| Risultato | V | P  | N  | N  | P  | P  | N  | P  | P  | P  | P  | P  | P  | V  | P  | P  | P  | N  | V  | V  | N  | N  | N  | N  | P  | V  | N  | V  | V  | N  | P  | V  | P  | N  | N  | N  | N  | P  |
| Posizione | 5 | 13 | 13 | 13 | 16 | 16 | 16 | 18 | 19 | 18 | 19 | 20 | 20 | 20 | 20 | 20 | 20 | 20 | 19 | 19 | 19 | 19 | 19 | 19 | 19 | 18 | 18 | 16 | 16 | 16 | 16 | 16 | 16 | 16 | 16 | 16 | 16 | 16 |

Legenda:

Luogo: C = Casa; T = Trasferta. Risultato: V = Vittoria; N = Pareggio; P = Sconfitta.}

### Statistiche dei giocatori
| Giocatore      | Serie A  | Serie A | Serie A     | Serie A    | Coppa Italia | Coppa Italia | Coppa Italia | Coppa Italia | Totale   | Totale | Totale      | Totale     |
| Giocatore      | Presenze | Reti    | Ammonizioni | Espulsioni | Presenze     | Reti         | Ammonizioni  | Espulsioni   | Presenze | Reti   | Ammonizioni | Espulsioni |
| -------------- | -------- | ------- | ----------- | ---------- | ------------ | ------------ | ------------ | ------------ | -------- | ------ | ----------- | ---------- |
| G. Aldegani    | 1        | 0       | 0           | 0          | 0            | 0            | 0            | 0            | 1        | 0      | 0           | 0          |
| M. Anastasi    | 1        | 0       | 0           | 0          | 0            | 0            | 0            | 0            | 1        | 0      | 0           | 0          |
| S. Bentivoglio | 23       | 1       | 6           | 0          | 1            | 0            | 0            | 0            | 24       | 1      | 6           | 0          |
| E. Bogdani     | 21       | 1       | 4           | 0          | 1            | 0            | 0            | 0            | 22       | 1      | 4           | 0          |
| César          | 3        | 0       | 2           | 0          | 1            | 0            | 0            | 0            | 4        | 0      | 2           | 0          |
| G. Colucci     | 12       | 1       | 2           | 0          | 0            | 0            | 0            | 0            | 12       | 1      | 2           | 0          |
| E. D'Anna      | 9        | 0       | 1           | 0          | 1            | 0            | 0            | 0            | 10       | 0      | 1           | 0          |
| M. Esposito    | 27       | 0       | 3           | 0          | 0            | 0            | 0            | 0            | 27       | 0      | 3           | 0          |
| D. Farias      | -        | -       | -           | -          | -            | -            | -            | -            | -        | -      | -           | -          |
| C. E. Ferrario | -        | -       | -           | -          | -            | -            | -            | -            | -        | -      | -           | -          |
| N. Frey        | 21       | 0       | 2           | 0          | 0            | 0            | 0            | 0            | 21       | 0      | 2           | 0          |
| M. Gasparetto  | -        | -       | -           | -          | -            | -            | -            | -            | -        | -      | -           | -          |
| S. Grippo      | 2        | 0       | 0           | 0          | 0            | 0            | 0            | 0            | 2        | 0      | 0           | 0          |
| V. Italiano    | 21       | 3       | 7           | 1          | 1            | 0            | 0            | 0            | 22       | 3      | 7           | 1          |
| A. Iunco       | 11       | 0       | 2           | 0          | 1            | 0            | 0            | 0            | 12       | 0      | 2           | 0          |
| Kerlon         | 4        | 0       | 0           | 0          | 0            | 0            | 0            | 0            | 4        | 0      | 0           | 0          |
| A. Langella    | 22       | 2       | 4           | 1          | 1            | 0            | 0            | 0            | 23       | 2      | 4           | 1          |
| Luciano        | 34       | 2       | 4           | 0          | 1            | 0            | 0            | 0            | 35       | 2      | 4           | 0          |
| S.A. Makinwa   | 9        | 1       | 0           | 0          | 0            | 0            | 0            | 0            | 9        | 1      | 0           | 0          |
| M. Malagò      | 12       | 0       | 5           | 0          | 1            | 0            | 0            | 0            | 13       | 0      | 5           | 0          |
| D. Mandelli    | 23       | 0       | 10          | 2          | 1            | 0            | 0            | 0            | 24       | 0      | 10          | 2          |
| A. Mantovani   | 31       | 3       | 10          | 0          | 1            | 0            | 0            | 0            | 32       | 3      | 10          | 0          |
| M. Marcolini   | 34       | 5       | 4           | 0          | 1            | 0            | 1            | 0            | 35       | 5      | 5           | 0          |
| S. Morero      | 20       | 1       | 8           | 2          | 0            | 0            | 0            | 0            | 20       | 1      | 8           | 2          |
| F. Moro        | 5        | 0       | 3           | 0          | 0            | 0            | 0            | 0            | 5        | 0      | 3           | 0          |
| B. Pătrașcu    | 2        | 0       | 1           | 0          | 0            | 0            | 0            | 0            | 2        | 0      | 1           | 0          |
| S. Pellissier  | 38       | 13      | 3           | 0          | 1            | 1            | 0            | 0            | 39       | 14     | 3           | 0          |
| G. Pinzi       | 34       | 1       | 12          | 1          | 0            | 0            | 0            | 0            | 34       | 1      | 12          | 1          |
| L. Rigoni      | 20       | 1       | 6           | 0          | 0            | 0            | 0            | 0            | 20       | 1      | 6           | 0          |
| G. Sardo       | 7        | 0       | 1           | 0          | 0            | 0            | 0            | 0            | 7        | 0      | 1           | 0          |
| F. Scardina    | 11       | 0       | 0           | 1          | 0            | 0            | 0            | 0            | 11       | 0      | 0           | 1          |
| S. Sorrentino  | 32       | -45     | 2           | 0          | 0            | 0            | 0            | 0            | 32       | -45    | 2           | 0          |
| L. Squizzi     | 3        | -4      | 0           | 0          | 1            | -2           | 0            | 0            | 4        | -6     | 0           | 0          |
| M. Yepes       | 32       | 0       | 7           | 0          | 0            | 0            | 0            | 0            | 32       | 0      | 7           | 0          |

## Giovanili

### Organigramma societario
Area direttiva
- Dirigente responsabile: Giuseppe Campedelli
- Responsabile tecnico: Maurizio Costanzi
- Segretario settore giovanile: Andrea Bernardelli

Scuola Calcio
- Responsabile tecnico: Flavio Margotto

Area tecnica
- Responsabile preparatori atletici: Massimo Venturelli
- Allenatori dei portieri: Carlo Romio, Massimo Costa, Matteo Martini
- Allenatore Primavera: Paolo Nicolato
- Allenatore Allievi Nazionali: Flavio Margotto
- Allenatore Allievi Regionali: Dario Lazzarin
- Allenatore Giovanissimi Nazionali: Marco Fioretto
- Allenatore Giovanissimi Regionali: Cristiano Cantarelli
- Allenatore Esordienti Regionali: Luca Zaffanella
- Allenatore Esordienti Provinciali: Gianfranco Franchini
- Allenatore Squadra Pulcini 1998: Giampaolo Girelli
- Allenatore Squadra Pulcini 1999: Matteo Cont, Claudio Monese

Area sanitaria
- Medico sociale settore giovanile: Giordano Giordani
- Fisioterapisti: Simone Foletto, Diego Lavarini, Daniele Moro